# Perspektywy
Perspektywy – miesięcznik edukacyjny dla młodzieży wydawany od 1998 w Warszawie.
Od 2000 „Perspektywy” i dziennik „Rzeczpospolita” publikują „Ranking szkół wyższych”.

## Charakter czasopisma
Czasopismo przeznaczone jest dla młodych ludzi, którzy stoją u progu wyboru dalszej drogi kształcenia. Na łamach miesięcznika omawiane są liczne kierunki studiów i zawody. Zamieszczane są również szerokie prezentacje szkół wyższych oraz ośrodków akademickich w całej Polsce. Poza tym miesięcznik znany jest z przygotowywania i ogłaszania wielu rankingów, m.in. zestawiających najlepsze licea ogólnokształcące i uczelnie wyższe – publiczne i niepubliczne oraz z rankingów MBA. Treści zawarte w czasopiśmie, które opisują kierunki studiów poprzez pryzmat dalszej kariery zawodowej są popierane licznymi wypowiedziami studentów, pracowników naukowych oraz profesorów. Pismo zamieszcza również materiały powtórzeniowe dla uczniów i studentów. Ważnym aspektem zagadnień, które obejmuje pismo jest problematyka edukacji – przede wszystkim w Polsce oraz na terenach Unii Europejskiej. 

## Rankingi
Miesięcznik znany jest w Polsce z opracowywania i ogłaszania, wspólnie z dziennikiem „Rzeczpospolita” rankingów edukacyjnych:
- Ranking Uczelni Akademickich
- Ranking Niepublicznych Uczelni Magisterskich
- Ranking Niepublicznych Uczelni Licencjackich (Inżynierskich)
- Ranking Państwowych Wyższych Szkół Zawodowych
- Ranking Edukacyjny Szkół Średnich

## Inne wydawnictwa
Wydawnictwo Perspektywy Press Sp. z o.o. oprócz wydawania miesięcznika „Perspektywy” zajmuje się wydawaniem innych pozycji, które ukazują się corocznie, m.in.:
- Informator dla maturzystów (najobszerniejszy, 800-stronnicowy informator o wyższych uczelniach i szkołach policealnych w Polsce, prezentuje wszystkie aktualne możliwości nauki na wyższych uczelniach w ogólności ukazujący się od 1993 r. czasem np. w 2010 roku także z edycją wiosenną)
- Informator o zawodach
- Informator gimnazjalisty – licea i technika (Warszawa)

## Konkursy
- Interstudent – konkurs na najlepszego studenta zagranicznego w Polsce